# Đumbir
Đumbir (Zingiber officinale), trajnica iz porodice  Zingiberaceae. 

## Rasprostranjenost
Prirodno je raširen po Indiji, odakle je uvezen u razne dijelove svijeta.

## Sastav
Sadržaj eteričnog ulja u suhom rizomu iznosi 1,5-3%, a glavne komponente su α- i β-zingiberini (zingibereni, seskviterpeni (skupina organskih spojeva klase terpena  - do 70%);, borneol, citralol, linalool. Također sadrži vitamine C, B1, B2 i esencijalne aminokiseline.

## Uporaba
Najkvalitetniji đumbir se uzgaja u Australiji, Jamajci, zatim u Indiji i Kini, koje su i najveći potrošači njegovog korijena.
Na tržište dolazi kao gomoljasti korijen, neoguljen ili oguljen, čitav, ili samljeven. Sušeni đumbirov prah ima oštar okus,  a sastojak je mnogih curry mješavina i najčešće se dodaje u tijesto. Možemo ga pronaći kandiranog u komadu, ili ušećerenog u sirupu pod nazivom "đumbirova šljiva". Svježim đumbirom možemo začinjati gotovo sva jela od mesa, peradi, ribe, juhe, variva i ukuhano voće. Komad oguljena korijena se kuha s jelom i naposljetku ukloni ili se sitno nariba. Aroma će biti intenzivnija ako se korijen samo dobro opere četkom i neoguljen dodaje jelu (narezan ili nariban). Od naribanog đumbira se priprema čaj koji ugodno zagrijava cijelo tijelo,  ili se dodaje slatkim jelima i tijestu za kolače. Osobita ljubav Engleza prema tom začinu potječe iz kolonijalnog doba, pa tako rado pripremaju mirisno pecivo "Ginger Bread" (đumbirni kruh, zapravo medenjaci) ili omiljeno fermentirano piće "Ginger Ale"  (đumbirno pivo).

## Ljekovitost
Đumbir u obliku infuzije, tinkture, prašaka koji se koriste za bolesti zglobova (artritis, artroza, osteoartroza), mučninu kod vožnje, želudca, za povećanje apetita i poboljšanje probave, arterioskleroze, poremećaja metabolizma lipida i kolesterola, za normalizaciju stanja krvnih žila.
Đumbir s medom i limunom često se koristi za prehladu.
Oblozi se koriste za ublažavanje glavobolja, bolova u leđima i kod kroničnog reumatizma.
Eterično ulje se široko koristi u aromaterapiji za liječenje psihoemocionalnih poremećaja, bolesti genitalnog sustava, prehlade i virusnih bolesti. Koristi se za vruće inhaliranje, u kupelji, za trljanje, za masažu i iznutra.
Đumbir sadrži protuupalnu tvar gingerol.
Ipak, treba se koristiti pažljivo jer neće odgovarati svima. To se posebno odnosi na osobe koje imaju neke zdravstvene probleme pa bi trebali pripaziti na unos đumbira. 

## Galerija
- biljka, ilustracija
- Z. officinale
- cvijet
- korijen
- korijen

## Zanimljivosti
Đumbirovo pivo nastalo je u viktorijanskoj Engleskoj, u Yorkshireu, a najveću je popularnost ovo piće steklo početkom dvadesetog stoljeća u Americi. Bio je alternativa pivu, koje je bilo zabranjeno zakonom o prohibiciji.

## Vanjske poveznice
- Zingiber officinale (ginger)  Arhivirana inačica izvorne stranice od 17. studenoga 2015. (Wayback Machine)
- https://www.centarzdravlja.hr/zdrav-zivot/biljni-lijekovi/tko-treba-izbjegavati-djumbir/

### Sestrinski projekti
|  | Zajednički poslužitelj ima još gradiva o temi Đumbir |
|  | Wikivrste imaju podatke o taksonu Đumbir             |